# Nunatak

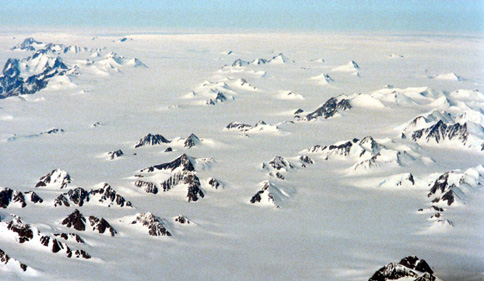
Nunataks a la costa est de Groenlàndia

Un nunatak (de la llengua inuit nunataq) és un sector de relleu elevat no cobert per la neu o el gel, ja sigui en un camp nevat o en una glacera. Es troben tant en l'Àrtic com en l'Antàrtic. Constitueixen un punt de referència i poden ser l'únic lloc amb vegetació de la zona.

Normalment els nunataks són cims de serralades que sobresurten de la superfície d'aigua sòlida que cobreix la majoria de l'orografia. Sovint formen puntes piramidals. Els nutanaks aillats també s'anomenen illes glacials, i els nunataks més petits arrodonits per l'erosió glacial es poden anomenar rognons.
El mot té origen groenlandès i ha estat adoptada per l'anglès des de la dècada de 1870.

## Descripció
El terme nunatak s'utilitza normalment en zones on hi ha una capa de gel permanent i la cresta sobresurt per sobre de la capa. Els nunataks són punts de referència fàcilment identificables en glaceres o casquets glacials i sovint reben un nom propi. Tot i que alguns estan aïllats, també poden formar grups densos, com ara la Terra de la Reina Lluïsa a Groenlàndia.
Els nunataks són generalment angulars i dentats, cosa que dificulta la formació de gel glacial a la part superior, tot i que la neu s'hi pot acumular. Això pot contrastar fortament amb els contorns més suaus de la terra erosionada per les glaceres després de la retirada d'una glacera. No es veuen gaire afectats per la meteorització per gelades, donada la baixa freqüència de cicles de gel i desgel a les zones de casquets i capes de gel.
Normalment, els nunataks són els únics llocs on la vida vegetal pot sobreviure a les capes de gel o als casquets glacials. Les formes de vida dels nunataks sovint estan aïllades pel gel o la glacera circumdant, cosa que proporciona hàbitats únics.
Amb freqüència s'hi assenten temporalment les expedicions o es construeixen bases permanents; per exemple, la base antàrtica argentina Belgrano II s'ubica sobre el Nunatak Bertrab.

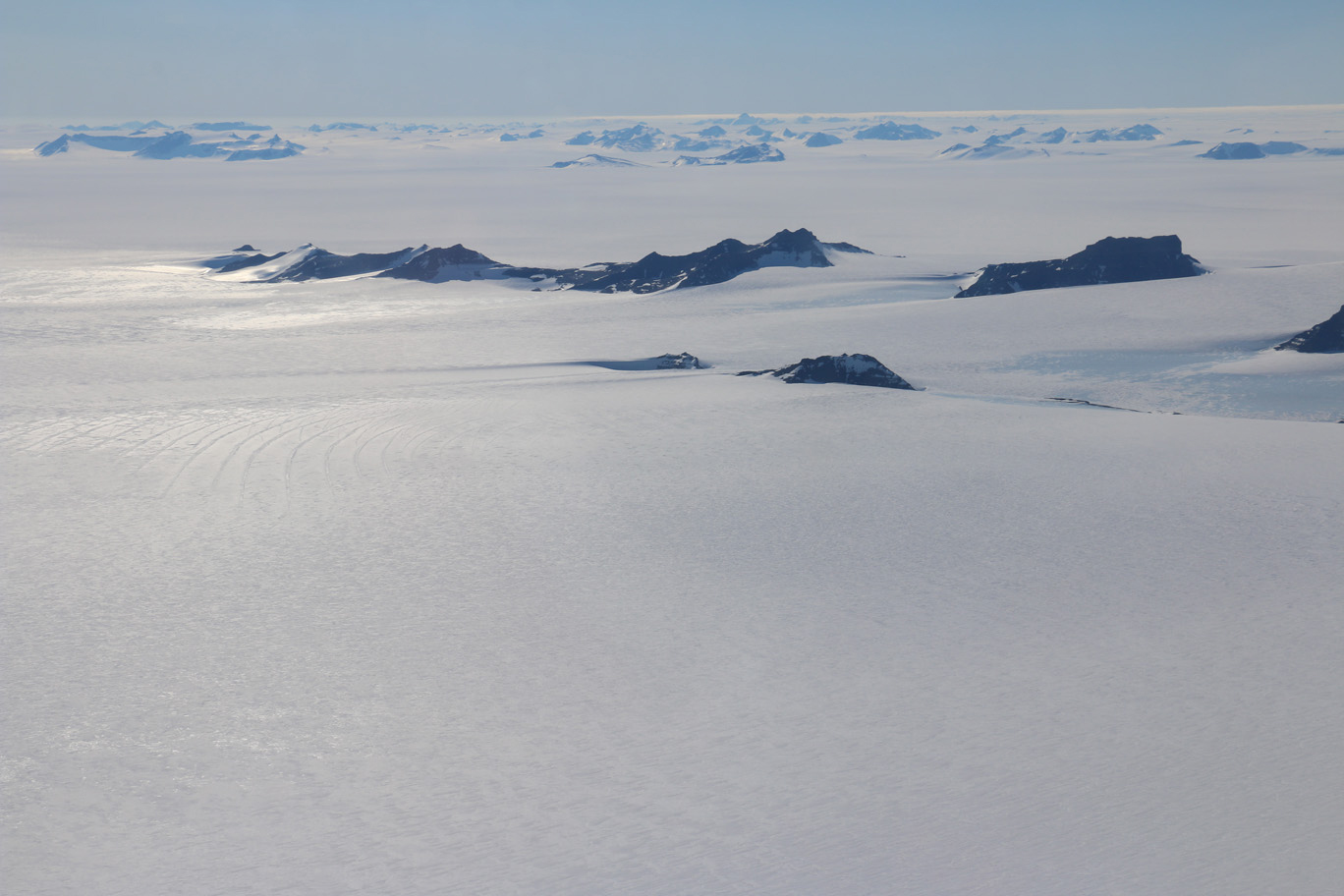
Cims de fins a 3.000 msnm sobresurten del gel. Antàrtida 2015.
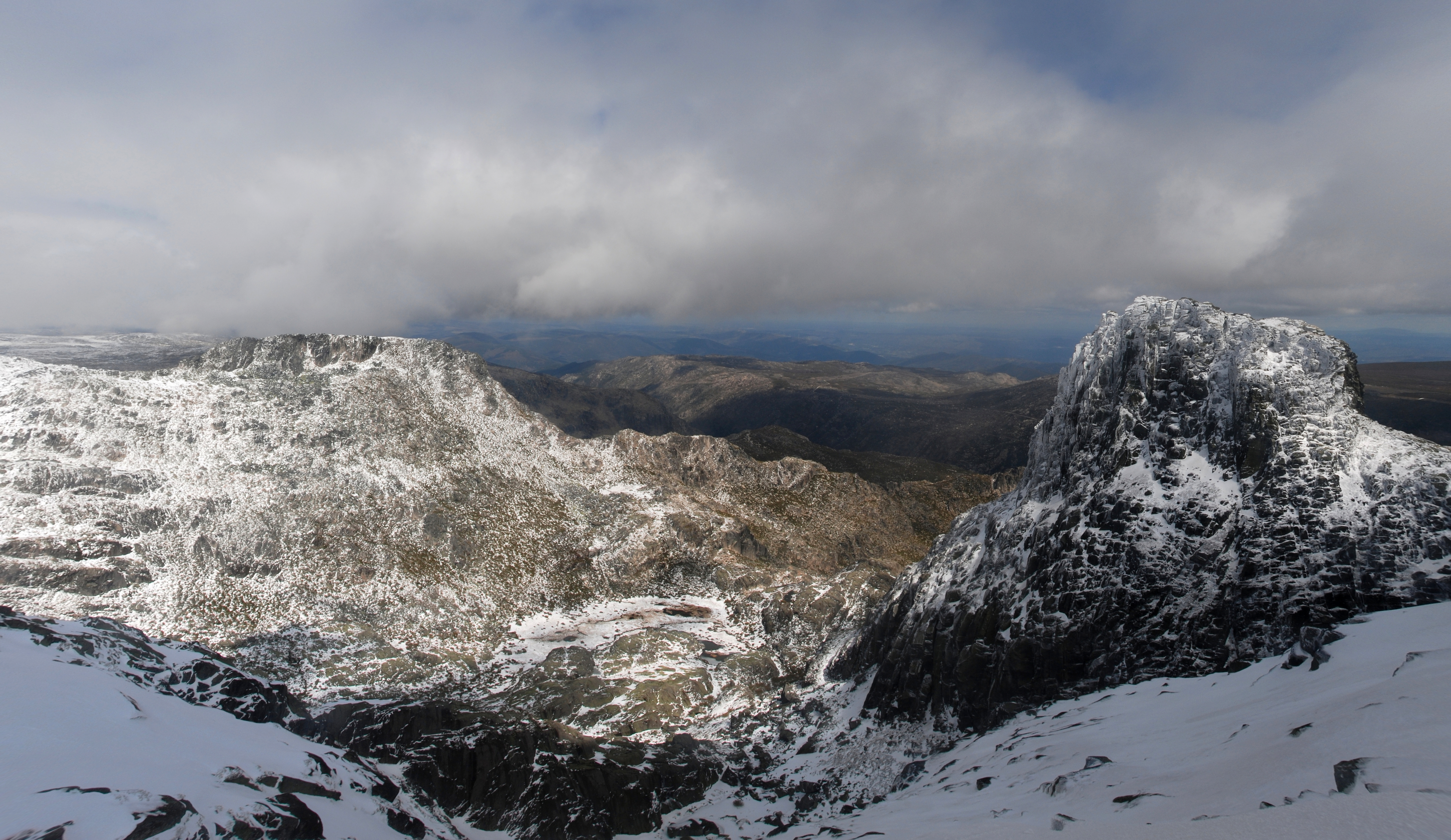
Serra da Estrela, Portugal, va romandre com a nunatak durant l'última edat glacial i ara està exposada. Any 2010.